# Marpessa Hennink
Marpessa Hennink (Amsterdam, 12 luglio 1964) è una modella olandese.
È nota soprattutto per il suo lavoro come modella di passerella, che le è valso il soprannome di "The Catwalk Contessa".

## Primi anni di vita
Marpessa è nata ad Amsterdam, nei Paesi Bassi da madre olandese e padre olandese/surinamese di origine africana.
Fin dall'età di quattro anni, Marpessa mostrò interesse per il mondo della moda e iniziò a lavorare come modella a sedici anni, dopo essere stata scoperta da un redattore di una rivista di Amsterdam. Ciò accadde nonostante fosse stata rifiutata dall’agenzia Eileen Ford durante un casting, perché ritenuta “troppo esotica”.

## Carriera
Lasciata Amsterdam, si trasferì a Milano dove è iniziata la sua carriera nel settore; lavorerà poi anche in Francia e negli Stati Uniti. Tra le numerose riviste su cui Marpessa è apparsa ci sono varie edizioni internazionali di Vogue, così come altre riviste quali Elle, Glamour, Time, Vanity Fair , Marie Claire, L'Officiel, Harpers & Queen, Photo, Madame Figaro e Cosmopolitan.
Ha attribuito all'illustratore Antonio Lopez il merito di averla raccomandata ad alcuni dei più importanti stilisti, come Azzedine Alaia e Karl Lagerfeld della casa di moda Chanel. In particolare, Marpessa sfilò sulla passerella per la prima sfilata di Dolce & Gabbana nel 1985, all'inizio della loro carriera come stilisti. Lo stesso anno è apparsa nel video musicale della canzone "Slave to Love" di Bryan Ferry, diretto da Jean-Baptiste Mondino.
Marpessa ha continuato a sfilare per molti altri stilisti tra cui Versace, Christian Lacroix, Valentino, Christian Dior, Gianfranco Ferré, Oscar de la Renta, Calvin Klein, Issey Miyake, Moschino, Claude Montana, Salvatore Ferragamo, Comme des Garçons, Lanvin, Thierry Mugler, Donna Karan, Trussardi, Mila Schön, Rifat Özbek e Bruce Oldfield .
Nel 1987, Marpessa venne scelta da Dolce & Gabbana per figurare nella campagna pubblicitaria per la collezione autunno/inverno del loro primo catalogo, e lei accettò di farlo gratuitamente. La campagna fu fotografata in Sicilia da Ferdinando Scianna della Magnum Photos. Le fotografie fecero un tale effetto che la modella finì per essere considerata un'icona della femminilità mediterranea.
Nell'ottobre di quell'anno, venne nominata "Modella dell'anno" durante gli “Oscar della moda” a Parigi. Da allora le venne affibbiato il soprannome di "the Catwalk Contessa".
Nel 1993, dopo la pubblicazione del libro “Marpessa, un racconto ”, di Ferdinando Scianna, Marpessa si ritirò dall'attività di modella a tempo pieno. Nel ’96 è testimonial dello spot televisivo per “D“, il settimanale femminile di Repubblica. Nello stesso anno, Vogue Germania le dedica una monografia.
Dopo il suo ritiro, si è trasferita a Ibiza, in Spagna, dove iniziò la carriera di decoratrice d'interni. È ritornata sulle passerelle della moda nel 2004, quando ha chiuso la sfilata autunno/inverno dello stilista Antonio Marras. Nel gennaio 2011, Marpessa è stata scelta per sfilare in una sfilata speciale tenuta dalla stilista Alberta Ferretti a Firenze, in Italia. Poi, nel maggio 2011, ha sfilato allo spettacolo di beneficenza "Fashion for Relief" a Cannes, in Francia. L'anno successivo, Dolce & Gabbana ha lanciato una linea di abbigliamento su misura chiamata "Alta Moda", e ha scelto Marpessa come ambasciatrice globale per quella linea.

## Vita privata
Hennink parla sei lingue. Nel tempo libero le piace la decorazione d'interni e la fotografia. Considera Inès de La Fressange, Diana Vreeland e Madeleine Castaing le sue icone di stile. Nel 2005 ha dato alla luce una figlia, Ariel Hennink.